# Francesc Torné Gavaldà
Francesc Torné Gavaldà (Sant Llorenç d'Hortons 1917 - Madrid 2008) va ser un pintor aquarel·lista català.
La seva mare es va quedar viuda cap al 1922 i es va traslladar amb els seus fills a Reus, on havia nascut i on tenia família. Quan Francesc Torné va fer catorze anys va posar-se a treballar d'aprenent de pintor-decorador i va estudiar a l'Escola Municipal d'Art, on va conèixer al seu amic i mestre Ceferí Olivé, amb qui es va iniciar en l'aquarel·la. A l'Escola Municipal va ser deixeble de Tomàs Bergadà, que donava classes de dibuix. Més endavant va anar a estudiar a l'Escola de Belles Arts de Barcelona. El 1934, va compartir unes golfes on es reunia a pintar amb Pere Calderó i Ceferí Olivé.
Des del 1944 va formar part de l'Agrupació d'Aquarel·listes de Catalunya, i va concórrer a diverses exposicions d'aquarel·la. El 1946 va fer la seva primera exposició individual a la Sala Caralt de Barcelona. Va ser seleccionat l'any següent per a l'exposició d'aquarel·listes d'Espanya i Portugal celebrada a Madrid, ciutat on va exposar el 1948. El 1951 va anar a viure a Asunción (Paraguai), on va desenvolupar una intensa activitat artística, amb més de trenta exposicions individuals de paisatges i retrats, donant conferències sobre art i dedicant-se a l'ensenyament del dibuix i la pintura. Va treballar pel teatre de la ciutat, realitzant nombroses escenografies. L'any 1957 es va traslladar a Lima (Perú), però després retornà a Paraguai. Al any 1983 va martxar a viure a Madrid, i després, al 1996 va tornar a Catalunya i es va instal·lar a Tarragona. Les seves obres es troben en diverses col·leccions i museus de l'estat espanyol, Paraguai, Gran Bretanya, Estats Units, Mèxic, Alemanya i Suïssa, entre altres països. Va morir a Madrid l'any 2008.